# 甘肃省艺术学校
兰州文理学院艺术职业学院，对外称甘肃省艺术学校（简称甘肃省艺校），是中华人民共和国甘肃省兰州市的一所中等艺术专业学校。被誉为“陇上艺术家的摇篮”。

## 历史沿革
1974年6月，在兰州艺术学院，甘肃省戏曲学校的基础上建立甘肃省艺术学校，隶属于省文化厅。1974年底，开始招收音乐、舞蹈两个专业学生。1977年至1982年，办有曲艺班，学制5年，毕业后全部分配至甘肃省曲艺队。
1980年，被文化部评定为全国10所重点中等艺术学校。
1999年9月，在甘肃省天水市歌舞团的基础上成立甘肃省艺术学校天水分校。
2003年，与甘肃省电影学校合并。
2008年，划归甘肃省教育厅管理。
2011年12月，正式交与兰州文理学院（甘肃联合大学）管理，解决了长期遭受的校址纠纷等问题。